# 銭鳳
銭 鳳（せん ほう、生年不詳 - 324年）は、東晋初期の参謀。字は世儀。呉興郡武康県の人。王敦の乱で王敦側の謀士として活躍するが、追討軍に敗れた。

## 生涯
建興3年（315年）8月、銭鳳は鎮南大将軍王敦に気に入られていた。銭鳳は寧遠将軍陶侃の功績を憎み、しばしば悪口を王敦に伝えていた。王敦は江陵に戻る前に、別れの挨拶とやってきた陶侃を勾留、平越中郎将・広州刺史に左遷した。
大興3年（320年）8月、大将軍王敦の参軍沈充は、同郡の銭鳳を推挙した。王敦は銭鳳を鎧曹参軍に任じた。銭鳳と沈充は王敦の野望を知り、密かにこれに賛同、数々の策謀を弄した。王敦は大いに重用し、二人の意見に傾いていった。
12月、湘州刺史に任じられた司馬承が赴任の途上、王敦のいる武昌にやってきた。王敦は酒宴を催し、司馬承をもてなした。王敦は銭鳳に「彼は懼れを知らず、学んだもので大言壮語している。自身の武が至らぬを知らないのは、彼が無能だからだ」と言った。司馬氶はこれを耳にして湘州に赴いた。
永昌元年（322年）6月、沈充とともに王敦の謀主とされた。
太寧元年（323年）8月、王敦が忌んでいた尚書令郗鑒に対し、王敦の配下らは郗鑒を非難し、殺害をしようとまで考えた。王敦は銭鳳に「郗道徽（郗鑒の字）は儒雅之士として既に名高い。何の利があって殺そうとするのか！」と答えた。
10月、王敦の従子の王允之は、王敦と飲酒し、酔いつぶれて王敦の寝所で眠っていた。その間、王敦は銭鳳と密謀していた。王允之はその一部始終を聞き取った。父の王舒の求めにより、王允之は建康に帰り、王敦と銭鳳の密謀を話した。王舒はこれを皇帝司馬紹に話した。司馬紹は密かに王敦らへの備えを始めた。
12月、会稽国内史周札（周玘の弟）の一族の隆盛を王敦は忌わしく思っていた。銭鳳は周札一族の権勢を除くため、沈充の権勢を利用して周札一族を滅ぼそうと画策した。銭鳳は「今、江東の豪族で強いのは周氏と沈氏です。公が亡くなられた後、二氏は必ず争うでしょう。周氏は強く俊才が多いため、先手を取ることが、公や国家の安寧につながりましょう」と進言した。王敦は銭鳳の進言を容れ、周札一族を冤罪で陥れて滅亡させた。
太寧2年（324年）5月、王敦の病は重く、養子の王應（兄の王含の実子）を武衛将軍、兄の王含を驃騎大将軍・開府儀同三司に任じた。銭鳳は王敦に「後事を王應殿に任せて上手くいきましょうか？」と問うた。王敦は「王應は年若く、大事には堪えられない。私の死後、兵を解散させ、朝廷に帰順する。これが上策。武昌に戻り、兵をもって守る。これが中策。全軍をあげて攻めくだる。これが下策である」と答えた。銭鳳は人に「公の下策こそ、上策である」と言って、沈充とともに策を練り、王敦の死後、すぐに乱を起こすことに決めて、その時を待った。
王敦は皇帝の親任厚い中書令温嶠を忌んでおり、請うて自身の左司馬とした。温嶠は王敦らを偽るため、謹んで勤務に励んだ。王敦は温嶠を自身の密謀に関与させたいと思うようになった。温嶠は銭鳳と深く親交し、彼の歓心を得ようと毎日銭鳳を褒め称えた。温嶠が優れた人物として有名であったため、銭鳳は大いに喜び、温嶠と深い親交を結んだ。温嶠は欠員の丹陽尹に、王敦が選んだ者を置き、朝廷に睨みを効かせるべきと勧め、銭鳳を推した。銭鳳は温嶠を推したため、王敦は温嶠を丹陽尹に任じるよう上表した。
6月、温嶠は丹陽尹に任じられ、朝廷に赴く機会を窺っていた。温嶠が去ることを恐れた銭鳳は、彼を留めようとした。王敦が温嶠の送別を行い、銭鳳がやってきた際、温嶠は酔ったふりをして、彼の被り物を手で落とし、厳しい表情で「銭鳳はいかなる者ぞ。私の送別の酒が飲めぬというか！」と叫んだ。王敦は二人を止めた。温嶠が建康に赴いた後、銭鳳は王敦に「温嶠は密かに朝廷と通じ、庾亮と深い交友関係にあり、信じてはなりません」と述べた。王敦は「何の得があって、太真（温嶠の字）の讒言を言っているのか！」と答えた。
温嶠は建康に至り、王敦の謀略を皇帝に報告、請うて王敦への備えを請うた。温嶠は中書監庾亮と王敦打倒の作戦を練った。
7月、王敦討伐の詔が下され、これに対抗すべく、王敦は銭鳳・驃騎大将軍王含・前将軍周撫・冠軍将軍鄧嶽らに建康攻撃を命じた。銭鳳が「事が成った場合、天子をどうされますか？」と問うた。王敦は「皇帝祭祀もしていないのに、どうして天子と名乗れようか！主らの兵の勢いをもって東海王と裴妃をお迎えするまでだ」と答えた。王含らは水陸5万を率いて、建康の南岸まで至った。
朝廷側は機先を制し、夜に渡河して、備えが整っていない王含らを攻撃した。戦いは朝廷側の勝利に終わり、これを聞いた王敦は憤りの末に亡くなった。沈充が1万余を率いて王含らに合流、陵口に防塁を築いた。
朝廷側は北方から北中郎将劉遐・奮威将軍蘇峻らを呼び寄せた。銭鳳と沈充は劉遐らが到着したばかりで疲労しているとみて、夜に竹格渚から淮河を渡って攻撃を仕掛けた。護軍将軍応詹・建威将軍趙胤らが迎撃するも劣勢となった。銭鳳と沈充らは宣陽門に至り、柵を突破して戦った。劉遐・蘇峻らが南塘から攻撃、銭鳳と沈充らは敗れ、水死者3千を出した。
尋陽郡太守周光が1千余を率いてやってきた。兄の周撫に「王公（王敦）は既に死んだというのに、兄上は何故、未だに銭鳳とともに賊でいるのですか！」と言った。これを聞いて愕然とした兵は逃亡等が相次いだ。
王含らは陣営を焼いて夜陰に乗じて逃亡、温嶠は劉遐らを指揮して江寧方面に逃げた王含・王應・銭鳳らを追った。銭鳳は闔廬洲に至ったところで周光に斬られ、首級とともに朝廷に詣でて罪を贖った。

## 人物・逸話
- 銭鳳と沈充は、媚びへつらいが巧く、悪賢い人物であったと評されている[2]。

- 王敦が実権を握った際、銭鳳らは驕り高ぶり、相手を煽りたてては、思うがままに殺戮を行った。人々の家や田畑を侵し、古人の墓を掘り起こし、市道で掠奪を行った。識者はこれを知り、銭鳳らは皆、敗れるだろうと予見した[3]。

- 王敦討伐の詔に『銭鳳は凶悪で乱を起こそうと、繰り返し反逆を煽った。朕は諸軍を率いて銭鳳を討つ。銭鳳を殺し、首級を送った者は5千戸侯に封じる』と乱の首謀者として名指しされた[4]。

- 王敦の乱が平定された後、温嶠は銭鳳の母が80歳と高齢で、何も知らないため、許すようにと上奏して容れられた[5]。